# Albidona
Albidona ist eine italienische Gemeinde in der Provinz Cosenza in der Region Kalabrien mit 1109 Einwohnern (Stand 31. Dezember 2023). Albidona liegt 107 km nördlich von Cosenza. Die Gemeinde hat eine bescheidene gastronomische Bedeutung, die vor allem mit der Rohsalami von Albidona zusammenhängt, die in die Liste der traditionellen italienischen Lebensmittel der Region Kalabrien aufgenommen wurde.
Die Nachbargemeinden sind Alessandria del Carretto, Amendolara, Castroregio, Oriolo, Plataci und Trebisacce.

## Geschichte
Nach antiken Quellen liegt Albidona in der Nähe der Ruinen der antiken magna-griechischen Stadt Leutarnia, die von dem Wahrsager Kalchas, einem Verbannten aus dem Trojanischen Krieg, gegründet wurde. Ihre historischen Ursprünge reichen mindestens bis ins 11. Jahrhundert zurück.
Seit 2019 ist sie Teil des Netzwerks Authentische Dörfer Italiens.
Die Gemeinde ist ein Zentrum von großem geologischem Interesse, vor allem im Zusammenhang mit Studien über die Entstehung des Flyschs von Albidona, einer Formation, die sich über die Grenze zwischen Kalabrien und Basilikata erstreckt.

## Dialekt
Der Mundart von Albidona gehört zur Gruppe der Dialekte des archaischen kalabrisch-lukanischen Gebiets, das auch als Lausberger Gebiet bezeichnet wird, nach dem Namen des deutschen Sprachwissenschaftlers, der es zuerst kennenlernte und studierte.
Es handelt sich um ein Grenzgebiet zwischen der südlichen Basilikata und dem nördlichen Kalabrien im Rahmen des Pollino-Massivs, das auf beiden Seiten vom Tyrrhenischen und Ionischen Meer umgeben ist.

## Bildergalerie

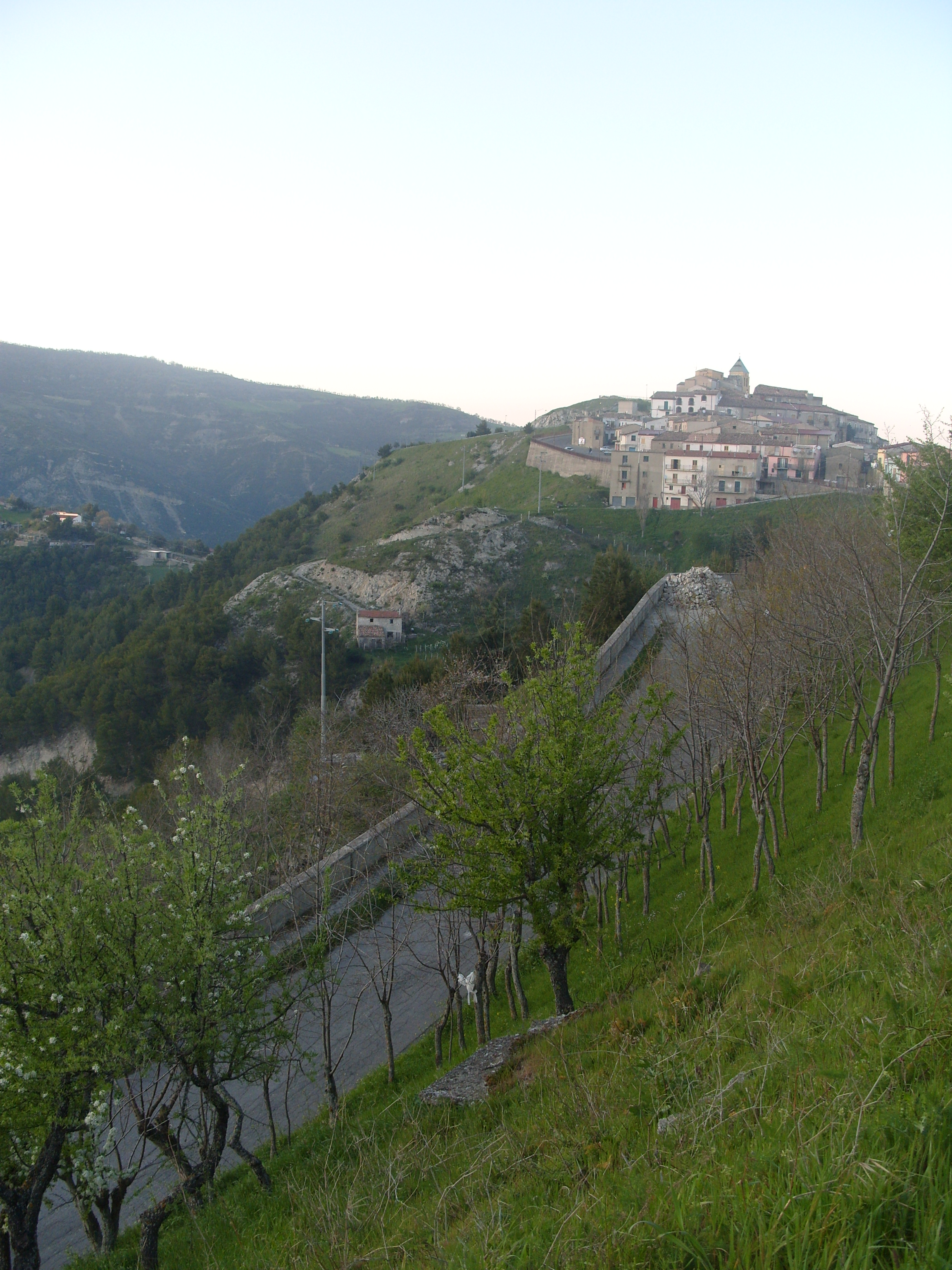
Blick auf die Altstadt
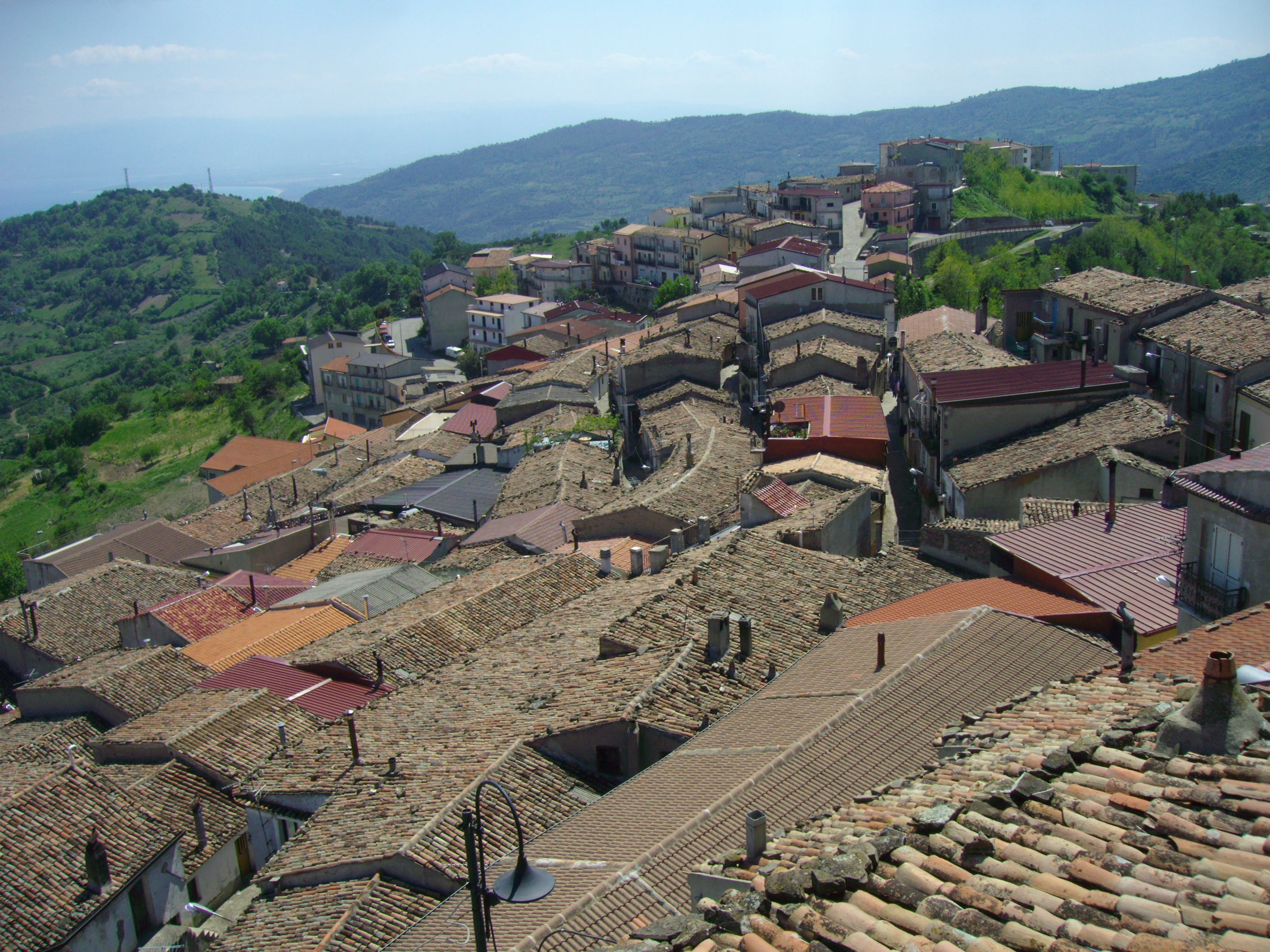
Bezirk San Salvatore

## Belege
1. ↑  Bilancio demografico e popolazione residente per sesso al 31 dicembre 2023. ISTAT. (Bevölkerungsstatistiken des Istituto Nazionale di Statistica, Stand 31. Dezember 2023).